# جورجينيو فينالدوم
جورجينيو جريجيون إميل وينالدوم (مواليد 11 نوفمبر 1990) هو لاعب كرة قدم هولندي محترف يلعب كلاعب خط وسط لنادي الاتفاق في دوري المحترفين السعودي والمنتخب الهولندي.
كان فينالدوم من نتاج فريق فاينورد للشباب في الدوري الهولندي الممتاز، وأصبح أصغر لاعب على الإطلاق يمثل النادي عندما شارك لأول مرة في عام 2007، واستمر حتى لعب 134 مباراة على مدار خمس سنوات، وفاز بكأس هولندا في عام 2008. بعد رحيله من فاينورد، قضى فينالدوم أربعة مواسم مع نادي آيندهوفن، حيث فاز بكأس هولندا في موسمه الأول والدوري الهولندي في موسمه الأخير، وهو الموسم الذي حصل فيه أيضًا على جائزة أفضل لاعب في هولندا.
في عام 2015، انضم فينالدوم إلى نادي نيوكاسل يونايتد في الدوري الإنجليزي الممتاز مقابل 14.5 مليون جنيه إسترليني، قبل أن يغادر بعد هبوط النادي بعد عام للانضمام إلى ليفربول في صفقة بقيمة 23 مليون جنيه إسترليني. في ليفربول، لعب فينالدوم دورًا أعمق في خط الوسط مما كان عليه في أنديه السابقة. في موسم 2018–19، سجل فينالدوم هدفين في مرمى برشلونة في مباراة الإياب في نصف نهائي دوري أبطال أوروبا، حيث تقدم ليفربول بنتيجة 4–3 في مجموع المباراتين، وكان أساسي عندما فاز النادي في نهائي دوري أبطال أوروبا 2019. في الموسم التالي، لعب دورًا أساسيًا حيث فاز ليفربول بكأس السوبر الأوروبي وكأس العالم للأندية والدوري الإنجليزي الممتاز، وهو أول لقب دوري للنادي منذ 30 عامًا. وقع فينالدوم مع نادي باريس سان جيرمان الفرنسي في عام 2021 في صفقة انتقال مجانية.
فينالدوم هو أيضًا لاعب هولندي دولي، حيث خاض أكثر من سبعين مباراة دولية منذ ظهوره لأول مرة في 2011، وكان لاعبًا في الفريق الذي احتل المركز الثالث في كأس العالم 2014 والثاني في دوري الأمم الأوروبية 2018–19.

## النشأة
ولد فينالدوم ونشأ في روتردام، جنوب هولندا. عندما كان في السادسة من عمره، قرر والديه، وكلاهما من أصل سورينامي، الطلاق مما أدى إلى انتقال والدته إلى أمستردام. ومع ذلك، قرر فينالدوم البقاء في روتردام وانتقل للعيش مع جدته، حيث عاش بقية طفولته.
في سنوات شباب فينالدوم، لم يُظهر أبدًا اهتمامًا بكرة القدم. لم يلعب الكرة ولم يشاهد كرة القدم على شاشة التلفزيون. كان طموحه أن يصبح لاعب جمباز أو بهلوان. تغير هذا عندما طلب منه ابن عم فينالدوم أن يأتي معه إلى اليوم المفتوح مع سبارتا روتردام؛ ثم تمت دعوته إلى أكاديمية سبارتا روتردام للشباب وبدأ حبه لكرة القدم ينمو ببطء.
لدى فينالدوم شقيقان أصغر، أحدهما، جيليانو فاينالدوم، لعب مؤخرًا مع سبارتا روتردام، بالإضافة إلى الأخ غير الشقيق، راجيف فان لا بارا، الذي لعب مؤخرًا مع النجم الأحمر بلغراد. كان فينالدوم يُعرف سابقًا باسم جورجينيو بواتينغ، ولكن بعد طلاق والدته، أخذ اسمها قبل الزواج (فينالدوم).

## مسيرته الكروية

### بدايته المبكرة
في سن السادسة، طور فينالدوم نفسه بسرعة في سبارتا روتردام، حيث فاز بلقبين في أول موسمين له. سرعان ما أبدى أياكس وآيندهوفن وفاينورد اهتمامًا بالشاب، لكن فينالدوم رفض جميع العروض: «لم أشاهد كرة القدم على التلفزيون ولم أكن أعرف أيًا من لاعبي الفريق الأول في سبارتا أو أي من الأندية الكبرى. أنا فقط كنت أعرف لاعبي المنتخب الهولندي المشهورين الحقيقيين، لذا لم تبهرني العروض كثيرًا. قضيت وقتًا ممتعًا في سبارتا، وأردت البقاء». بعد اللعب مع سبارتا روتردام لمدة سبعة مواسم وتمثيل هولندا في مختلف مستويات الشباب، قرر فينالدوم قبول عرض فاينورد الجديد. كان مقتنعا أن اللعب مع فاينورد أفضل لتطوره كلاعب كرة قدم وكان يؤمن برؤية فاينورد.
في Feyenoord، انضم فينالدوم إلى جيل ناجح مع أمثال ليروي فير ولويس بيدرو، وبرزت موهبة فينالدوم الاستثنائية. في يناير 2007، بعد أسابيع قليلة من بلوغ سن 16، تمت دعوة فينالدوم إلى معسكر تدريب الفريق الأول في بيليك، تركيا، من قبل مدير فينورد إروين كومان.

### فاينورد

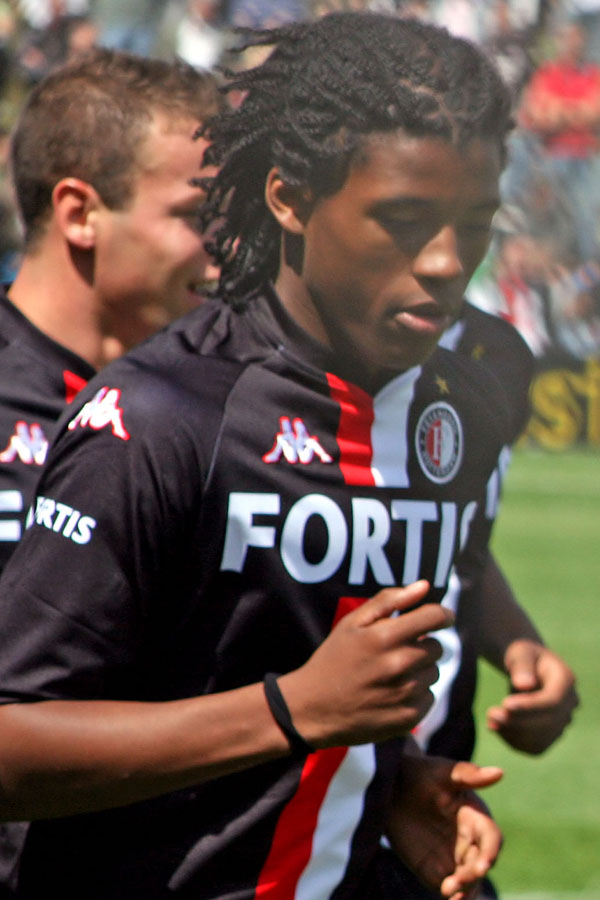
فينالدوم يلعب مع فينورد في 2007

في 8 أبريل 2007، شارك فينالدوم رسميًا في التشكيلة الأساسية لفريق فاينورد في المباراة التي خسر فيها بالدوري الهولندي 4–0 أمام غرونينغن. في سن 16 و148 يومًا، أصبح فينالدوم أصغر لاعب يلعب في فريق فاينورد الأول وتم اختياره أفضل لاعب في المباراة. في 2 ديسمبر 2007، سجل فينالدوم هدفه الأول في الدوري الهولندي لصالح فاينورد، ضد هيراكليس ألميلو في الفوز 6–0 على أرضه.
في موسم 2008–09، شارك فينالدوم لأول مرة في أوروبا. في 18 سبتمبر 2008، تم اختياره في التشكيلة الأساسية في مباراة الخسارة 1–0 في كأس الاتحاد الأوروبي على أرضه أمام كالمار. في 2 أكتوبر 2008، سجل هدفه الأوروبي الأول لفاينورد في مباراة الإياب أمام كالمار، مما أدى إلى الفوز 2–1 وحجز مقعد في مرحلة المجموعات من المسابقة.
في 6 مارس 2009، وقع فينالدوم عقدًا جديدًا في فاينورد كان سيبقيه في دي كويب حتى صيف 2012. في 27 فبراير 2011، ساعد فاينورد المتعثر على تدمير غرونينغن 5–1، وسجل أربعة أهداف. سجل هدفين من اللعب المفتوح في الشوط الأول وهدفين آخرين من ركلة جزاء ليرفع رصيد أهدافه لهذا الموسم إلى ثمانية أهداف.

### آيندهوفن

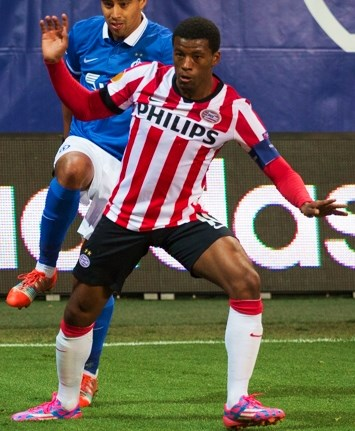
فينالدوم يلعب مع آيندهوفن عام 2014

في 29 يونيو 2011، أعلن المدير الفني لفاينورد أن النادي قد توصل إلى صفقة انتقال لفاينالدوم تبلغ قيمتها 5 ملايين يورو مع آيندهوفن. في يوم افتتاح موسم الدوري الهولندي الممتاز 2011–12، شارك فينالدوم لأول مرة مع آيندهوفن في الخسارة 3–1 ضد إي زد ألكمار. في 21 أغسطس 2011، سجل فينالدوم هدفه الأول لآيندهوفن بمباراة الفوز 3–0 ضد أدو دين هاغ منذ انضمامه إلى النادي، أثبت فينالدوم وجوده في التشكيلة الأساسية، حيث سجل أهدافًا وطور تمريراته الحاسمة في دوره الهجومي في خط الوسط في الدوري والكأس والدوري الأوروبي. بعد اعتزال مارك فان بوميل ورحيل كيفن ستروتمان في صيف 2013، اُختير فينالدوم كقائدًا لآيندهوفن في موسم 2013–14. ومع ذلك، فقد لعب 11 مباراة فقط في ذلك العام، وسجل أربعة أهداف، بسبب إصابة في الظهر. في الدوري الهولندي الممتاز 2014–15، عاد فينالدوم إلى لياقته الكاملة وقاد آيندهوفن إلى أول لقب له في الدوري الهولندي منذ عام 2008.

### نيوكاسل يونايتد
في 11 يوليو 2015، انضم فينالدوم إلى نادي الدوري الإنجليزي الممتاز نيوكاسل يونايتد بموجب عقد مدته خمس سنوات، مقابل رسوم انتقال بلغت 14.5 مليون جنيه إسترليني، مما جعله أغلى توقيع للمالك مايك أشلي. شارك فينالدوم لأول مرة في 9 أغسطس حيث بدأ كأساسي مع نيوكاسل بالتعادل 2–2 على أرضه ضد ساوثهامبتون، وسجل هدف برأسه من عرضية غابرييل أوبيرتان. سجل هدفه الثاني في نيوكاسل في مباراة التعادل 2–2 مع تشيلسي في 26 سبتمبر. في 18 أكتوبر، سجل فينالدوم أربعة أهداف في الفوز 6–2 على أرضه أمام نورويتش سيتي، ليصبح ثاني لاعب لنيوكاسل يسجل أكثر من ثلاثة أهداف في مباراة واحدة من الدوري الإنجليزي الممتاز. واُختير فينالدوم كرجل للمباراة في مباراة ضد ليفربول عندما أجبر مارتين شكرتيل على تسجيل هدف في مرماه وكذلك سجل هو بنفسه في الفوز 2–0. سجل هدفاً ضد مانشستر يونايتد في التعادل 3–3 في 12 يناير 2016، ومرة أخرى بعد أربعة أيام في الفوز 2–1 ضد وست هام يونايتد، وسجل لاحقًا هدفين ضد توتنهام هوتسبير في مباراة الفوز 5–1 في الجولة الأخيرة من الموسم، حيث أنهى الموسم بصفته أفضل هدافي نيوكاسل. ورغم ذلك، بعد الموسم، هبط نيوكاسل إلى دوري البطولة الإنجليزية.

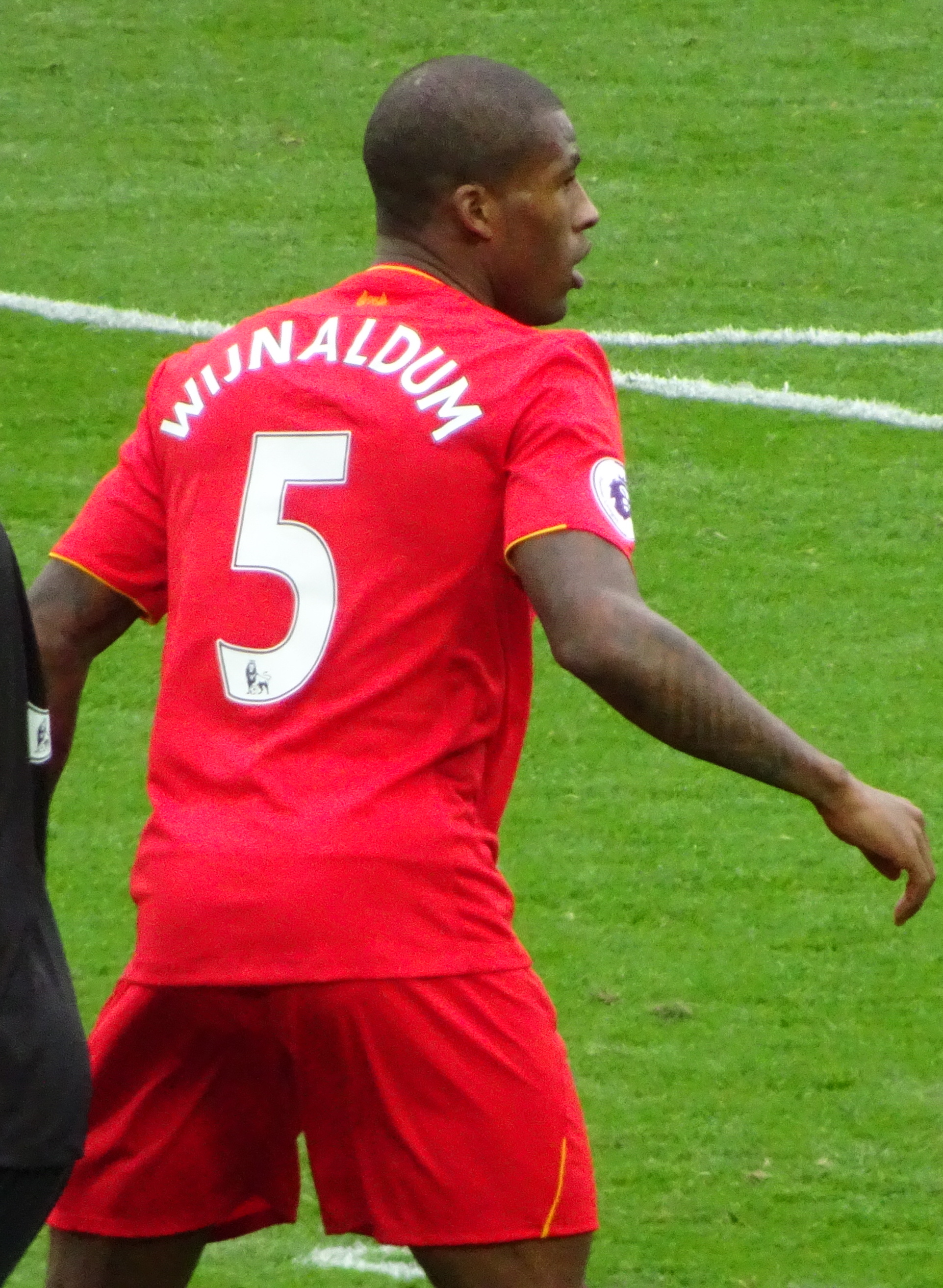
فينالدوم يلعب مع ليفربول في 2016

### ليفربول
في 22 يوليو 2016، عاد فينالدوم إلى الدوري الإنجليزي الممتاز، ووقع عقدًا مع ليفربول لمدة خمس سنوات، مقابل 23 مليون جنيه إسترليني مع 2 مليون جنيه إسترليني كإضافات مشروطة. ارتدى القميص رقم 5.

#### موسم 2016–17
شارك فينالدوم لأول مرة في الدوري الإنجليزي الممتاز مع ليفربول ضد أرسنال في 14 أغسطس 2016، حيث لعب 80 دقيقة وصنع هدف آدم لالانا قبل أن يحل محله كيفن ستيوارت. سجل هدفه الأول للنادي في الفوز 6–1 على واتفورد في 6 نوفمبر. في 31 ديسمبر، سجل الهدف الوحيد في المباراة بضربة رأس قوية في فوز ليفربول 1–0 على مانشستر سيتي. تم الإشادة بشدة بهدفه. اختتم فينالدوم فوز ليفربول 3–1 على أرسنال في 4 مارس 2017. في المباراة الإخيرة لموسم 2016–17 من الدوري الإنجليزي الممتاز، مع احتياج ليفربول للفوز على ميدلزبره ليضمن احتلال المركز الرابع في ووصيف الدوري الأوروبي 2017–18، افتتح فينالدوم التسجيل بهدف في الوقت المحتسب بدل الضائع في الشوط الأول وفاز ليفربول 3–0.

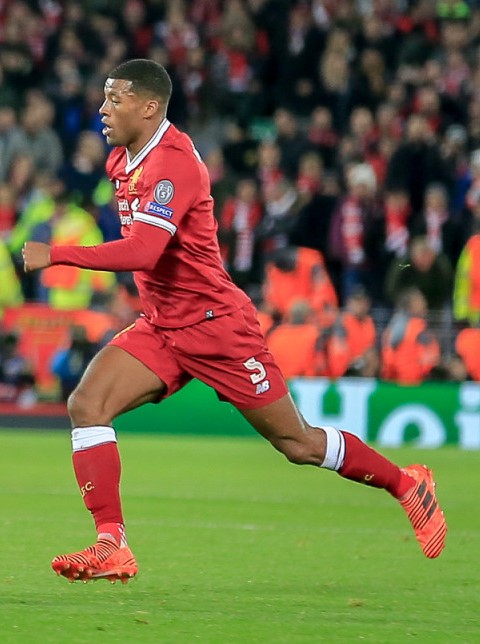
فينالدوم يلعب مع ليفربول في 2017

#### موسم 2017–18
في 28 أكتوبر 2017، سجل فينالدوم هدفه الأول في موسم 2017–18، وسجل الهدف الثالث في فوز ليفربول 3–0 على هدرسفيلد تاون الصاعد حديثًا. في 2 مايو 2018، سجل فينالدوم أول هدف له خارج أرضه منذ مايو 2015، وأول هدف له مع نادٍ إنجليزي، عندما سجل فوزًا بنتيجة 7–6 في مجموع المباراتين على روما ليساعدة ليفربول في التأهل إلى نهائي دوري أبطال أوروبا 2017–18. كما شهد هدفه تحطيم ليفربول رقمه القياسي في المسابقة لأكبر عدد من الأهداف المسجلة في موسم واحد، حيث تجاوز عدد أهداف النادي 46 هدفًا متجاوزًا الرقم القياسي البالغ 45 الذي كان يحمله برشلونة سابقًا. لعب فينالدوم مع ليفربول في نهائي دوري أبطال أوروبا 2018 ضد ريال مدريد، ولعب 90 دقيقة كاملة حيث خسر ليفربول 1–3.

#### موسم 2018–19

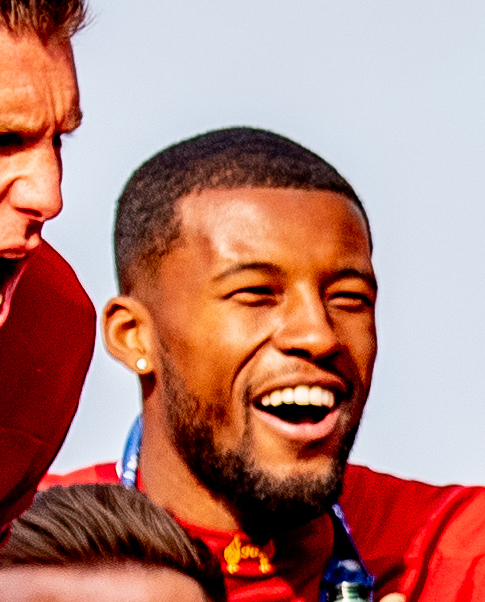
فينالدوم خلال موكب الاحتفالات بعد فوز ليفربول بنهائي دوري أبطال أوروبا 2019

في 15 سبتمبر 2018، سجل فينالدوم أول هدف له في الدوري الإنجليزي الممتاز، وسجل الهدف الافتتاحي في الفوز 2–1 على توتنهام هوتسبير. شارك في المباراة رقم 100 له مع النادي في 29 سبتمبر في التعادل 1–1 في الدوري مع تشيلسي. في 14 أبريل 2019، وأمام نفس المنافس، شارك للمباراة رقم 100 له في الدوري الإنجليزي الممتاز مع ليفربول. ومن الجدير بالذكر أنه كان بديلاً في مباراة الإياب من نصف نهائي دوري أبطال أوروبا ضد برشلونة، سجل فينالدوم هدفين في دقيقتين ليعادل برشلونة 3–3 في مجموع المباراتين قبل أن يرسل هدف ديفوك أوريغي –الثاني في هذه الليلة– ليفربول إلى النهائي. في المباراة النهائية، فاز ليفربول 2–0 على وتنهام هوتسبر.

#### موسم 2019–20
في بداية موسم 2019–20، كان فينالدوم هو الخيار الأول في اختيار خط وسط ليفربول التنافسي. بعد ثنائية كأس الاتحاد الإنجليزي والدوري لمانشستر سيتي في الموسم السابق، تمت دعوة ليفربول إلى درع الاتحاد الإنجليزي 2019 بصفته الوصيف. تم اختيار فينالدوم في التشكيلة الأساسية، ولعب المباراة كاملة وكان أحد منفذي ركلات الترجيح لليفربول في ركلات الترجيح اللاحقة لكنه أضاع ركلة الجزاء الحاسمة حيث فاز مان سيتي بنتيجة 5–4 بركلات الترجيح. بعد أن شارك كأساسي ضد نورويتش سيتي في المباراة الافتتاحية للريدز في الدوري الإنجليزي الممتاز، كان على مقاعد البدلاء في كأس السوبر الأوروبي 2019 التي تأهل لها ليفربول عبر فوزة بدوري أبطال أوروبا في الموسم السابق. دخل فينالدوم بدلا من جيمس ميلنر في الدقيقة 64. لعب ما تبقى من المباراة لكنه لم يكن ضمن منفذي ركلات الترجيح. فاز ليفربول 6–5 بركلات الترجيح حيث فاز فينالدوم ببطولته الثانية في ثلاثة أشهر. في 4 ديسمبر 2019، بعد يومين فقط من اختياره في المركز 26 في استطلاعات الرأي لجائزة الكرة الذهبية 2019، سجل فينالدوم هدفًا لليفربول في فوز النادي 5–2 في ديربي الميرسيسايد على إيفرتون، حيث مدد ليفربول مسيرته الخالية من الهزائم في الدوري إلى 32 مباراة. كان أحد لاعبي ليفربول الأساسيين حيث فازوا بأول لقب للدوري منذ 30 سنة، ولعب في في 37 مباراة في الدوري الإنجليزي الممتاز وسجل أربعة أهداف.

#### موسم 2020–21
خلال موسم 2020–21، سجل فينالدوم 3 أهداف في 51 مباراة في جميع المسابقات مع ليفربول. ساعد النادي في الوصول إلى ربع نهائي دوري أبطال أوروبا وتأمين مقعد للموسم التالي في البطولة. في 23 مايو 2021، لعب فينالدوم مباراته الأخيرة مع ليفربول بفوزه 2–0 على كريستال بالاس. أكد المدير الفني يورغن كلوب رسميًا رحيله عن النادي بعد نهاية عقده.

### باريس سان جيرمان
في 7 يونيو 2021، وقع فينالدوم عقدًا للانضمام إلى نادي باريس سان جيرمان في الدوري الفرنسي، كما أفاد فابريزيو رومانو والغارديان. يمتد عقده حتى عام 2024 وسيصبح لاعبًا لباريس سان جيرمان في 1 يوليو، عندما ينتهي عقده مع ليفربول. وبحسب ما ورد فإن باريس سان جيرمان «خطف» لاعب الوسط من نادي برشلونة الإسباني، حيث عرض عليه «ضعف الأجر» الذي عرضه برشلونة. أعلن النادي الصفقة في 10 يونيو.

## مسيرته الدولية

### الشباب
كان فينالدوم أحد اللاعبين الرئيسيين في منتخب هولندا تحت 17 سنة في بطولة أمم أوروبا 2007 تحت 17 سنة في بلجيكا. ومع ذلك، احتل الفريق المركز الثالث في مجموعته خلف إنجلترا وبلجيكا، وفشل في التأهل لمرحلة خروج المغلوب. بعد البطولة بسرعة، تم اختيار فينالدوم لتشكيلة هولندا تحت 19 سنة. على الرغم من الأداء الفردي الممتاز، إلا أن الفريق لم ينجز وفشل في التأهل لبطولة أمم أوروبا تحت 19 سنة 2008 في جمهورية التشيك وبطولة أمم أوروبا تحت 19 سنة 2009 في أوكرانيا.
في 12 نوفمبر 2008، تلقى لاعب خط الوسط الشاب دعوة إلى هولندا ب من قبل المدرب يوهان نيسكينز. اضطر فينالدوم إلى رفض الدعوة بسبب الإصابة.
اضطر فينالدوم إلى رفض أول دعوة له لهولندا تحت 21 سنة في 9 أغسطس 2009. وتلقى دعوة للمباراة الودية ضد إنجلترا من قبل المدرب كور بوت. شارك فينالدوم رسميًا مع هولندا تحت 21 سنة في 4 سبتمبر 2009 في مباراة تصفيات بطولة أمم أوروبا تحت 21 سنة 2011 ضد فنلندا، والتي انتهت بفوز 2–0.

### المنتخب الأول

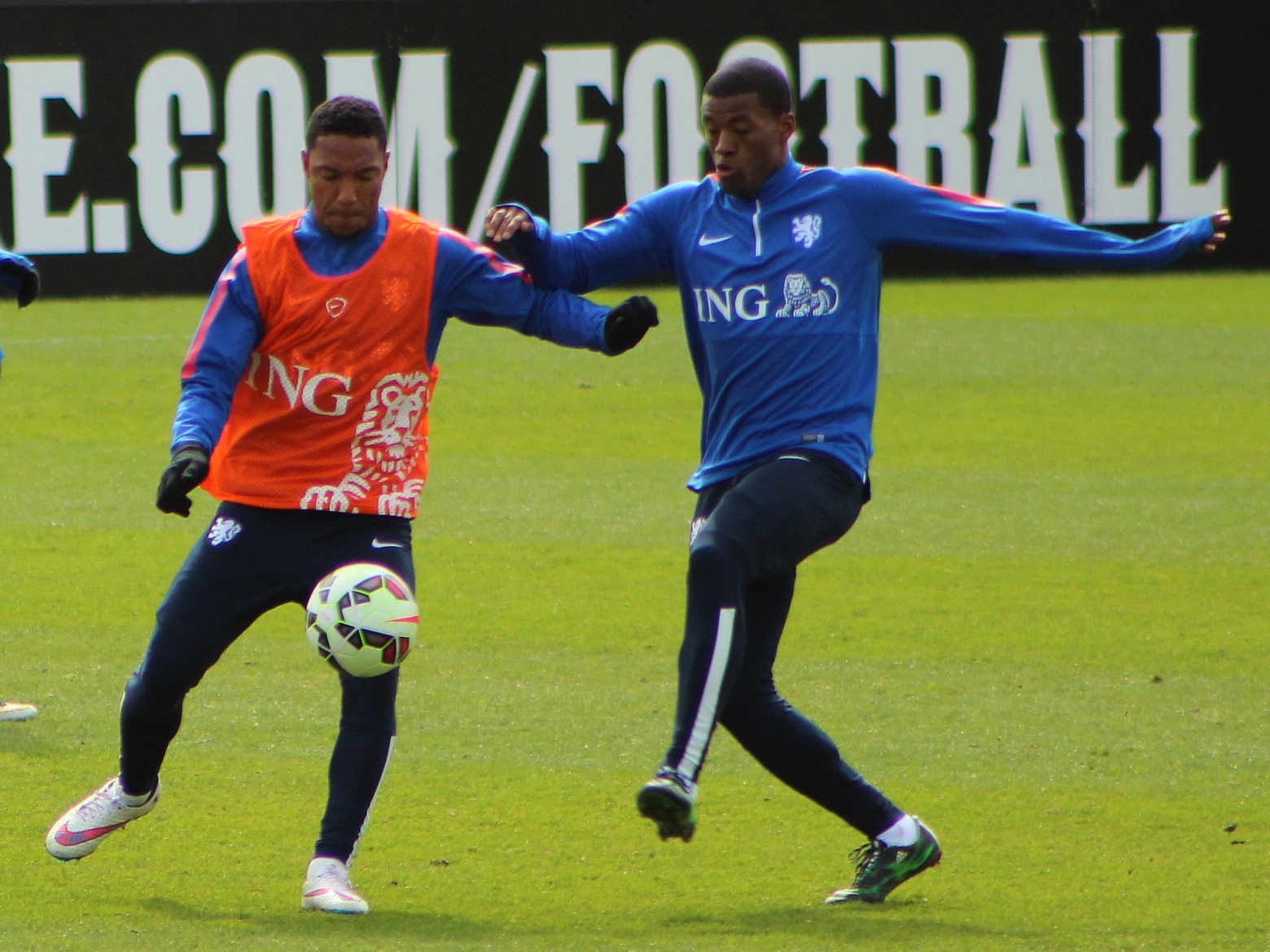
فينالدوم يتدرب (على اليمين) إلى جانب جوناتان دي غوزمان (يسار) مع هولندا في 2015

في 30 مايو 2011، تم اختيار فينالدوم في تشكيلة المنتخب الهولندي الأول للمباريات الودية ضد البرازيل والأوروغواي، لكنه لم يلعب في أي من المباراتين. شارك لأول مرة دوليًا في مباراة ضد سان مارينو في 2 سبتمبر 2011، حيث دخل كبديل في الدقيقة 86 وسجل الهدف الأخيرة في الفوز 11–0.
كان فينالدوم لاعبًا في تشكيلة هولندا المشاركة في كأس العالم 2014، وسجل هدفه الثاني للمنتخب في الفوز 3–0 على البرازيل في مباراة تحديد المركز الثالث.
في 9 سبتمبر 2018، شارك في المباراة رقم 50 له مع هولندا في خسارة في مباراة الخسارة 2–1 أمام فرنسا في دوري الأمم الأوروبية.
في نوفمبر 2019، بعد الإساءة العنصرية التي استهدفت أحمد مينديز موريرا في الدوري الهولندي، احتفل فينالدوم بهدف دولي بالإشارة إلى لون بشرته لدعم مينديز موريرا.
في نوفمبر 2020، بعد إصابة القائد وزميله فيرجيل فان ديك في الرباط الصليبي الأمامي، تم تعيين فينالدوم قائدًا للمنتخب الهولندي في غيابه.

## الإحصائيات

### النادي
آخر تحديث 23 مايو 2021.
| النادي          | الموسم   | الدوري                   | الدوري | الدوري  | الكأس الوطني | الكأس الوطني | كأس الدوري | كأس الدوري | أوروبا | أوروبا  | أخرى   | أخرى    | المجموع | المجموع |
| النادي          | الموسم   | الدرجة                   | الظهور | الأهداف | الظهور       | الأهداف      | الظهور     | الأهداف    | الظهور | الأهداف | الظهور | الأهداف | الظهور  | الأهداف |
| --------------- | -------- | ------------------------ | ------ | ------- | ------------ | ------------ | ---------- | ---------- | ------ | ------- | ------ | ------- | ------- | ------- |
| فاينورد         | 2006–07  | الدوري الهولندي الممتاز  | 3      | 0       | 0            | 0            | —          | —          | 0      | 0       | —      | —       | 3       | 0       |
| فاينورد         | 2007–08  | الدوري الهولندي الممتاز  | 10     | 1       | 2            | 0            | —          | —          | 0      | 0       | —      | —       | 12      | 1       |
| فاينورد         | 2008–09  | الدوري الهولندي الممتاز  | 33     | 4       | 3            | 0            | —          | —          | 6      | 1       | 3      | 0       | 45      | 5       |
| فاينورد         | 2009–10  | الدوري الهولندي الممتاز  | 31     | 4       | 7            | 1            | —          | —          | —      | —       | —      | —       | 38      | 5       |
| فاينورد         | 2010–11  | الدوري الهولندي الممتاز  | 34     | 14      | 1            | 0            | —          | —          | 2      | 0       | —      | —       | 37      | 14      |
| فاينورد         | المجموع  | المجموع                  | 111    | 23      | 13           | 1            | —          | —          | 8      | 1       | 3      | 0       | 135     | 25      |
| آيندهوفن        | 2011–12  | الدوري الهولندي الممتاز  | 32     | 8       | 6            | 2            | —          | —          | 12     | 4       | —      | —       | 50      | 14      |
| آيندهوفن        | 2012–13  | الدوري الهولندي الممتاز  | 33     | 14      | 6            | 1            | —          | —          | 5      | 4       | 1      | 1       | 45      | 20      |
| آيندهوفن        | 2013–14  | الدوري الهولندي الممتاز  | 11     | 4       | 0            | 0            | —          | —          | 4      | 0       | —      | —       | 15      | 4       |
| آيندهوفن        | 2014–15  | الدوري الهولندي الممتاز  | 33     | 14      | 3            | 2            | —          | —          | 8      | 2       | —      | —       | 44      | 18      |
| آيندهوفن        | المجموع  | المجموع                  | 109    | 40      | 15           | 5            | —          | —          | 29     | 10      | 1      | 1       | 154     | 56      |
| نيوكاسل يونايتد | 2015–16  | الدوري الإنجليزي الممتاز | 38     | 11      | 1            | 0            | 1          | 0          | —      | —       | —      | —       | 40      | 11      |
| ليفربول         | 2016–17  | الدوري الإنجليزي الممتاز | 36     | 6       | 1            | 0            | 5          | 0          | —      | —       | —      | —       | 42      | 6       |
| ليفربول         | 2017–18  | الدوري الإنجليزي الممتاز | 33     | 1       | 2            | 0            | 1          | 0          | 14     | 1       | —      | —       | 50      | 2       |
| ليفربول         | 2018–19  | الدوري الإنجليزي الممتاز | 35     | 3       | 0            | 0            | 0          | 0          | 12     | 2       | —      | —       | 47      | 5       |
| ليفربول         | 2019–20  | الدوري الإنجليزي الممتاز | 37     | 4       | 0            | 0            | 0          | 0          | 8      | 2       | 2      | 0       | 47      | 6       |
| ليفربول         | 2020–21  | الدوري الإنجليزي الممتاز | 38     | 2       | 2            | 1            | 1          | 0          | 9      | 0       | 1      | 0       | 51      | 3       |
| ليفربول         | المجموع  | المجموع                  | 179    | 16      | 5            | 1            | 7          | 0          | 43     | 5       | 3      | 0       | 237     | 22      |
| الإجمالي        | الإجمالي | الإجمالي                 | 437    | 90      | 34           | 7            | 8          | 0          | 80     | 16      | 7      | 1       | 566     | 114     |

1. ↑  تشمل كأس هولندا، كأس الاتحاد الإنجليزي
2. ↑  تشمل كأس رابطة الأندية الإنجليزية المحترفة
3. ↑  المباريات في كأس الاتحاد الأوروبي
4. ↑  مباراة واحدة في كأس السوبر الهولندي، ومباراتين في تصفيات الدوري الأوروبي
5. 1 2 3 4  المباريات في الدوري الأوروبي
6. ↑  المباراة في كأس السوبر الهولندي
7. 1 2 3 4 5  المباريات في دوري أبطال أوروبا
8. ↑  مباراة واحدة في درع الاتحاد الإنجليزي، ومباراة واحدة في كأس السوبر الأوروبي
9. ↑  المباراة في درع الاتحاد الإنجليزي

### المنتخب
آخر تحديث 17 يونيو 2021.
| المنتخب الوطني | العام   | الظهور | الأهداف |
| -------------- | ------- | ------ | ------- |
| المنتخب        | 2011    | 2      | 1       |
| المنتخب        | 2013    | 1      | 0       |
| المنتخب        | 2014    | 13     | 1       |
| المنتخب        | 2015    | 9      | 2       |
| المنتخب        | 2016    | 11     | 3       |
| المنتخب        | 2017    | 9      | 1       |
| المنتخب        | 2018    | 8      | 2       |
| المنتخب        | 2019    | 9      | 8       |
| المنتخب        | 2020    | 8      | 3       |
| المنتخب        | 2021    | 7      | 2       |
| المجموع        | المجموع | 77     | 23      |

اعتبارًا من 13 يونيو 2021. قائمة الأهداف والنتائج مع منتخب هولندا الأول.
| #  | التاريخ        | المكان                                       | م. | الخصم           | الهدف | النتيجة | المسابقة                                  |
| -- | -------------- | -------------------------------------------- | -- | --------------- | ----- | ------- | ----------------------------------------- |
| 1  | 2 سبتمبر 2011  | فيليبس ستاديون، آيندهوفن، هولندا             | 1  | سان مارينو      | 11–0  | 11–0    | تصفيات بطولة أمم أوروبا 2012              |
| 2  | 12 يوليو 2014  | ملعب ماني غارينشا الوطني، برازيليا، البرازيل | 12 | البرازيل        | 3–0   | 3–0     | كأس العالم 2014                           |
| 3  | 12 يونيو 2015  | ملعب سكونتو، ريغا، لاتفيا                    | 20 | لاتفيا          | 1–0   | 2–0     | تصفيات بطولة أمم أوروبا 2016              |
| 4  | 10 أكتوبر 2015 | أستانا أرينا، نور سلطان، كازاخستان           | 23 | كازاخستان       | 1–0   | 2–1     | تصفيات بطولة أمم أوروبا 2016              |
| 5  | 1 يونيو 2016   | ملعب إنيرغا غدانسك، غدانسك، بولندا           | 29 | بولندا          | 2–1   | 2–1     | ودية                                      |
| 6  | 4 يونيو 2016   | ملعب إرنست هابل، فيينا، النمسا               | 30 | النمسا          | 2–0   | 2–0     | ودية                                      |
| 7  | 1 سبتمبر 2016  | فيليبس ستاديون، آيندهوفن، هولندا             | 31 | اليونان         | 1–0   | 1–2     | ودية                                      |
| 8  | 9 يونيو 2017   | ملعب دي كويب، روتردام، هولندا                | 40 | لوكسمبورغ       | 3–0   | 5–0     | تصفيات كأس العالم 2018                    |
| 9  | 13 أكتوبر 2018 | يوهان كرويف أرينا، أمستردام، هولندا          | 51 | ألمانيا         | 3–0   | 3–0     | دوري الأمم الأوروبية 2018–19              |
| 10 | 16 نوفمبر 2018 | ملعب دي كويب، روتردام، هولندا                | 52 | فرنسا           | 1–0   | 2–0     | دوري الأمم الأوروبية 2018–19              |
| 11 | 21 مارس 2019   | ملعب دي كويب، روتردام، هولندا                | 54 | بيلاروس         | 2–0   | 4–0     | تصفيات بطولة أمم أوروبا 2020 [الإنجليزية] |
| 12 | 6 سبتمبر 2019  | ملعب فولكسبارك، هامبورغ، ألمانيا             | 58 | ألمانيا         | 4–2   | 4–2     | تصفيات بطولة أمم أوروبا 2020 [الإنجليزية] |
| 13 | 9 سبتمبر 2019  | أ. لي كوك أرينا، تالين، إستونيا              | 59 | إستونيا         | 4–0   | 4–0     | تصفيات بطولة أمم أوروبا 2020 [الإنجليزية] |
| 14 | 13 أكتوبر 2019 | ملعب دينامو، مينسك، بيلاروس                  | 61 | بيلاروس         | 1–0   | 2–1     | تصفيات بطولة أمم أوروبا 2020 [الإنجليزية] |
| 15 | 13 أكتوبر 2019 | ملعب دينامو، مينسك، بيلاروس                  | 61 | بيلاروس         | 2–0   | 2–1     | تصفيات بطولة أمم أوروبا 2020 [الإنجليزية] |
| 16 | 19 نوفمبر 2019 | يوهان كرويف أرينا، أمستردام، هولندا          | 62 | إستونيا         | 1–0   | 5–0     | تصفيات بطولة أمم أوروبا 2020 [الإنجليزية] |
| 17 | 19 نوفمبر 2019 | يوهان كرويف أرينا، أمستردام، هولندا          | 62 | إستونيا         | 3–0   | 5–0     | تصفيات بطولة أمم أوروبا 2020 [الإنجليزية] |
| 18 | 19 نوفمبر 2019 | يوهان كرويف أرينا، أمستردام، هولندا          | 62 | إستونيا         | 4–0   | 5–0     | تصفيات بطولة أمم أوروبا 2020 [الإنجليزية] |
| 19 | 15 نوفمبر 2020 | يوهان كرويف أرينا، أمستردام، هولندا          | 69 | البوسنة والهرسك | 1–0   | 3–1     | دوري الأمم الأوروبية 2020–21              |
| 20 | 15 نوفمبر 2020 | يوهان كرويف أرينا، أمستردام، هولندا          | 69 | البوسنة والهرسك | 2–0   | 3–1     | دوري الأمم الأوروبية 2020–21              |
| 21 | 18 نوفمبر 2020 | ملعب سيليزيا، خوجوف، بولندا                  | 70 | بولندا          | 2–1   | 2–1     | دوري الأمم الأوروبية 2020–21              |
| 22 | 30 مارس 2021   | ملعب فيكتوريا، جبل طارق                      | 73 | جبل طارق        | 4–0   | 7–0     | تصفيات كأس العالم 2022 [الإنجليزية]       |
| 23 | 13 يونيو 2021  | يوهان كرويف أرينا، أمستردام، هولندا          | 76 | أوكرانيا        | 1–0   | 3–2     | بطولة أمم أوروبا 2020                     |

## الإنجازات
فاينورد
- كأس هولندا: 2007–08[78]

آيندهوفن
- الدوري الهولندي الممتاز: 2014–15[79]
- كأس هولندا: 2011–12[80]
- كأس السوبر الهولندي: 2012[81]

ليفربول
- الدوري الإنجليزي الممتاز: 2019–20[3]
- دوري أبطال أوروبا: 2018–19[82]
- كأس السوبر الأوروبي: 2019[83]
- كأس العالم للأندية: 2019[84]

هولندا
- كأس العالم المركز الثالث: 2014[85]
- دوري الأمم الأوروبية الوصيف: 2018–19[86]

الفردية
- جائزة أفضل لاعب في هولندا: 2014–15[79]
- تشكيلة الموسم لدوري أبطال أوروبا: 2018–19[87]
- فريق نهائيات دوري الأمم الأوروبية: 2019[88]
- موهبة روتردام للعام: 2007[89]

## وصلات خارجية
- جورجينيو فينالدوم على موقع الاتحاد الدولي (مؤرشف)  (الإنجليزية)
- جورجينيو فينالدوم على موقع الاتحاد الأوربي (الإنجليزية)
- جورجينيو فينالدوم على موقع إي إس بي إن إف سي (الإنجليزية)
- جورجينيو فينالدوم على موقع قاعدة بيانات كرة القدم.إي يو (الإنجليزية)
- جورجينيو فينالدوم على موقع ليكيب (الفرنسية)
- جورجينيو فينالدوم على موقع ناشيونال فوتبول تيمز (الإنجليزية)
- جورجينيو فينالدوم على موقع Soccerbase.com (لاعب) (الإنجليزية)
- جورجينيو فينالدوم على موقع Soccerway.com (الإنجليزية)
- جورجينيو فينالدوم على موقع عالم كرة القدم.نت (الإنجليزية)
- جورجينيو فينالدوم على موقع كووورة